# Erika Bello
Erika Bello (ur. 30 listopada 1975 w Civitavecchii) – włoska wioślarka.

## Osiągnięcia
- Mistrzostwa Świata Juniorów – Årungen 1993 – czwórka podwójna – 2. miejsce[1].
- Puchar Narodowy – Paryż 1994 – dwójka podwójna wagi lekkiej – 2. miejsce[1].
- Mistrzostwa Świata – Indianapolis 1994 – dwójka podwójna wagi lekkiej – 5. miejsce[1].
- Mistrzostwa Świata – Tampere 1995 – dwójka podwójna wagi lekkiej – 8. miejsce[1].
- Igrzyska Olimpijskie – Atlanta 1996 – dwójka podwójna – 12. miejsce[1].
- Puchar Świata 2006:
  - I etap: Monachium – jedynka wagi lekkiej – 3. miejsce[1].
  - III etap: Lucerna – dwójka podwójna wagi lekkiej – 14. miejsce[1].
- Mistrzostwa Świata – Eton 2006 – jedynka wagi lekkiej – 4. miejsce[1].
- Puchar Świata 2007:
  - I etap: Linz – jedynka wagi lekkiej – 4. miejsce[1].
  - III etap: Lucerna – dwójka podwójna wagi lekkiej – 8. miejsce[1].
- Mistrzostwa Świata – Monachium 2007 – dwójka podwójna wagi lekkiej – 3. miejsce[1].
- Mistrzostwa Europy – Poznań 2007 – dwójka podwójna wagi lekkiej – 3. miejsce[1].
- Puchar Świata 2008:
  - I etap: Monachium – dwójka podwójna wagi lekkiej – 6. miejsce[1].
- Mistrzostwa Europy – Ateny 2008 – dwójka podwójna – 3. miejsce[1].
- Puchar Świata 2009:
  - I etap: Banyoles – czwórka podwójna – 3. miejsce[1].
  - III etap: Lucerna – jedynka – 3. miejsce[1].
- Mistrzostwa Świata – Poznań 2009 – czwórka podwójna – 4. miejsce[1].
- Mistrzostwa Europy – Brześć 2009 – czwórka podwójna – 2. miejsce[1].
- Mistrzostwa Europy – Montemor-o-Velho 2010 – dwójka podwójna wagi lekkiej – 5. miejsce[1].
- Mistrzostwa Europy – Montemor-o-Velho 2010 – czwórka podwójna wagi lekkiej – 1. miejsce[1].